# Phryganoporus davidleei
Espèce
Phryganoporus davidleei est une espèce d'araignées aranéomorphes de la famille des Desidae.

## Distribution
Cette espèce est endémique d'Australie. Elle se rencontre en Australie-Méridionale et en Australie-Occidentale dans la plaine de Nullarbor.

## Description
Le mâle holotype mesure 4,28 mm et la femelle paratype 7,11 mm.

## Étymologie
Cette espèce est nommée en l'honneur de David C. Lee du musée d'Australie-Méridionale.

## Publication originale
- Gray, 2002 : The taxonomy and distribution of the spider genus Phryganoporus Simon (Araneae: Amaurobioidea: Desidae). Records of the Australian Museum, vol. 54, p. 275-292 (texte intégral).